# Arnold Houbraken

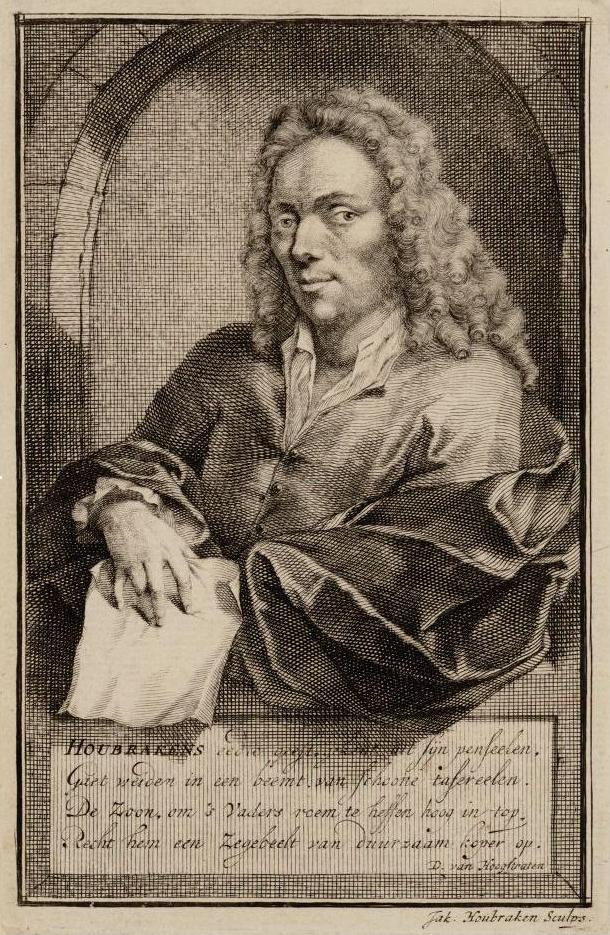
Arnold Houbraken (1660-1719), según un grabado de su hijo Jacob, con un epigrama firmado por el poeta David van Hoogstraten.

Arnold Houbraken (Dordrecht, 1660-Ámsterdam, 1719) fue un pintor y escritor neerlandés, continuador de las biografías de pintores de Karel van Mander.

## Biografía
Discípulo de Willem van Drielenburg, Jacobus Leveck y Samuel van Hoogstraten, en 1685 contrajo matrimonio con Sara Sasbout. Hacia 1709 se estableció en Ámsterdam invitado por Jonas Witsen, funcionario municipal y mecenas de las artes, propietario de un gabinete de curiosidades. En 1713 viajó por Inglaterra para ilustrar un tratado de historia.
Su hijo Jacobus (1698-1780) fue un conocido grabador, retratista e ilustrador de libros, incluidos los de su padre. También fueron pintoras y dibujantes sus hijas Antonina (1686-1736), casada con el pintor Jacobus Stellingwerff (1667-1727), especializado en dibujos topográficos, Christina, casada con el pintor Anthony Elliger, y Christina Maria, ilustradora.
Fue pintor de asuntos mitológicos y bíblicos, retratos y paisajes, pero es conocido principalmente por el tratado De Groote Schouburgh der Nederlantsche konstschilders en schilderessen (El gran teatro de los artistas y pintores neerlandeses, 1718–1721), con las biografías de los pintores holandeses del siglo XVII. Dividido en tres partes, el libro fue concebido por su autor como una continuación del Schilder-Boeck (El libro de los pintores) de Karel Van Mander, publicado en 1604, y como él constituye una valiosa fuente de información para el conocimiento de la pintura de los Países Bajos. Treinta años después de su muerte se publicó una segunda edición, con algunas modificaciones.